# Ochrosia acuminata
Ochrosia acuminata là một loài thực vật có hoa trong họ La bố ma. Loài này được Trimen ex Valeton mô tả khoa học đầu tiên năm 1895.